# Mistrzostwa Ameryki Północnej, Środkowej i Karaibów w Piłce Siatkowej Mężczyzn 1971
II Mistrzostwa Ameryki Północnej w piłce siatkowej mężczyzn odbyły w 1971 roku w Hawanie (Kuba). W mistrzostwach wystartowało 5 reprezentacji. Tytuł z poprzednich mistrzostw obroniła reprezentacja Kuby. W mistrzostwach debiutowała reprezentacja Antyli Holenderskich.

## Klasyfikacja końcowa
| Miejsce | Reprezentacja       |
| ------- | ------------------- |
|         | Kuba                |
|         | Stany Zjednoczone   |
|         | Meksyk              |
| 4.      | Portoryko           |
| 5.      | Antyle Holenderskie |